# 加西亞·伊尼格斯 (潘普洛納)
加西亞·伊尼格斯，有時稱為加西亞一世、二世或三世（西班牙語：García Íñiguez，羅馬化：Garsiya ibn Wannaqo al Baškuniši，約805年—882年），從851／852年到去世為潘普洛納國王。
他於哥多華接受教育，作為哥多華埃米爾宮廷的一個賓客身份。他是伊尼哥·阿里斯塔的兒子，伊尼哥·阿里斯塔是一個巴斯克王朝在9世紀晚期第一個統治潘普洛納的國王。當他的父親在842年受到攻擊時，他成為王國的留守（或者可能與他的叔叔弗頓·伊尼格斯共同留守）。他與他的親戚卡希家族的穆薩·伊本·穆薩·伊本·弗頓於843年起身反抗哥多華埃米爾。這場叛亂由埃米爾阿卜杜·拉赫曼二世平定，他攻擊了潘普洛納王國，深深的擊敗了加西亞並且殺了弗頓。在加西亞的父親死於851／852年（237 A.H.）時，他繼承了王位。
隨著伊尼哥·阿里斯塔的去世，卡希家族領導人穆薩·伊本·穆薩（Mūsā ibn Mūsā）進行一項與哥多華的穆罕默德一世發展連結更強的效忠政策，讓加西亞朝向基督教的阿斯圖里亞斯尋求結盟。在859年，穆薩·伊本·穆薩允許一支維京人的分遣軍隊得以過境他的領土並攻打納瓦拉，導致加西亞被俘虜，他被迫要支付至少70,000元的黃金第納爾來作贖金。之後在同一年，穆薩·伊本·穆薩攻擊潘普洛納的城市阿爾貝達（Albelda）。加西亞與他的新盟友阿斯圖里亞斯的奧多尼奧一世一同給予穆薩一次嚴重的打擊，在阿爾貝達戰役，據說穆薩的10,000人精銳被殺。此戰役接著引起一次穆斯林[誰?] 的回應，並且在下一年860年，據知加西亞的兒子兼繼承人弗頓被摩爾人[誰?] 俘虜並且監禁。在之後的20年弗頓都被軟禁在哥多華。在870年，加西亞與穆斯林叛軍阿姆盧斯·伊本·烏邁爾·伊本·阿姆盧斯組成一個聯盟，阿姆盧斯曾經殺了加西亞的姪子威斯卡的穆薩·伊本·加林多（Mūsā ibn Galindo），並在隔年似乎與穆薩·伊本·穆薩的兒子結成新同盟，現在起身叛變哥多華。
加西亞對前往聖地亞哥-德孔波斯特拉的朝聖者表示歡迎，並試著為朝聖路線經過的路段維護和平。
加西亞的去世已是學術爭論的主題，原因是在他統治最後一年的相關文獻缺乏紀錄。從870年之後就缺少與他相關的文獻描述，使得過去認為他去世於該年，而他的繼承人仍在他敵人的手中，於是出現加西亞·希梅內斯在之後以留守的身份管理王國的爭論。加西亞的兒子，弗頓·加爾塞斯，在他於880年獲釋後繼承王位。然而沒有證據證明有攝政時期的存在，並且桑切斯·阿爾波諾斯已有提出加西亞在他的兒子歸國時仍活著的證明。因此巴爾帕達（Balparda）記載的傳說似乎是準確的，他提出加西亞與盟友烏邁爾·伊本·哈夫松於882年在阿伊巴爾打了一場對抗哥多華埃米爾軍隊的戰役，加西亞在這場戰役中陣亡（雖然他提到的加西亞死時84歲，顯然是誇大的）。
加西亞的妻子或妻子們的身份是資料貧乏的，並且已經出現許多的推測。一份沒標註日期的早期殘缺憲章確證提到加西亞國王與烏拉卡·瑪約兒（Urraca Mayor）王后，並且被一些人認為就是指加西亞·伊尼格斯以及一位未知的妻子。單獨從她的名字來看，她被認為是卡希家族的一員，但其他的歷史學家認為她的父母另有其人，或甚至她的丈夫也是不同的國王。同樣地，阿斯圖里亞斯的王室公主蕾歐德根迪亞·奧多涅斯（Leodegundia Ordoñez，阿斯圖里亞斯的奧多尼奧一世的女兒），已知嫁給一位潘普洛納的統治者，並且加西亞·伊尼格斯是其中一個推測的對象王子。
加西亞·伊尼格斯有以下的子女：
- 弗頓，未來的國王。
- 桑喬（Sancho），可能是在867年他女婿（generum meum）亞拉岡伯爵加林多·阿斯納雷斯一世口中的桑喬國王，（Sancium regem）。他也可能是潘普洛納領主、巴斯克首領的那位桑喬，在865年到875年之間的某日（他的哥哥弗頓囚禁期間）打敗並俘虜穆札法爾·伊本·穆薩·伊本·迪·農（Muzaffar ibn Muza ibn Di al-Nun），被史學者伊本·赫勒敦記載。史學者烏德里說穆塔里夫·伊本·穆薩·伊本·卡希（Mutarrīf ibn Mūsā ibn Qasi）的妻子維拉斯基塔（Velasquita），是一位主人桑喬的一個女兒，然而伊本·哈延記載她是加西亞·伊尼格斯的一個女兒。桑喬的兒子阿斯納·桑切斯（Aznar Sánchez），娶他伯父國王弗頓·加爾塞斯的一個女兒為妻，並且有一個兒子叫桑喬，以及兩個未來的王后托達·阿斯納雷斯（國王桑喬·加爾塞斯一世的妻子）及桑琪亞·阿斯納雷斯（國王希梅諾·加爾塞斯的妻子）。
- 歐內卡（Onneca），亞拉岡伯爵加林多·阿斯納雷斯二世的妻子。
- （可能）維拉斯基塔，嫁給威斯卡瓦利穆塔里夫·伊本·穆薩·伊本·卡希（穆薩·伊本·穆薩的兒子），另一說她是加西亞·伊尼格斯的兒子桑喬的女兒。
- （可能）希梅娜（Jimena），雷昂的阿方索三世的妻子（基於政治與姓名的爭論來指出她的父母，然而年代斷定不盡相符）。

| 前任者： 伊尼哥·阿里斯塔 | 潘普洛納國王 851/2–882 | 繼任者： 弗頓·加爾塞斯 |

## 資料來源
- Barrau-Dihigo, Lucien. Les origines du royaume de Navarre d'apres une théorie récente. Revue Hispanique. 7: 141-222 (1900).
- Cañada Juste, Alberto. "Los Banu Qasi (714-924)". Princípe de Viana 41:5-95 (1980).
- Lacarra de Miguel, José María. "Textos navarros del Códice de Roda". Estudios de Edad Media de la Corona de Aragon. 1:194-283 (1945).
- Lévi-Provençal, Évariste. "Du nouveau sur le Royaume de Pampelune au IXe Siècle". Bulletin Hispanique. 55:5-22 (1953).
- Lévi-Provençal, Évariste and Emilio García Gómez. "Textos inéditos del Muqtabis de Ibn Hayyan sobre los orígines del Reino de Pamplona". Al-Andalus. 19:295-315 (1954).
- Mello Vaz de São Payo, Luiz. "A Ascendência de D. Afonso Henriques". Raízes & Memórias 6:23-57 (1990).
- Pérez de Urbel, Justo. "Lo viejo y lo nuevo sobre el origin del Reino de Pamplona". Al-Andalus. 19:1-42 (1954).
- Sánchez Albornoz, Claudio. "Problemas de la historia Navarra del siglo IX". Princípe de Viana, 20:5-62 (1959).